# Pyonggang
Pyonggang (Hán Việt: Bình Khang) là một huyện thuộc tỉnh Kangwon tại Cộng hòa Dân chủ Nhân dân Triều Tiên. Huyện giáp với Sepo ở phía bắc, Chorwon ở phía nam, Ichon ở phía tây và Changdo ở phía đông.
Một phần diện tích của huyện là vùng đầm lầy Yongam, chạy dọc tới Chorwon. Phần lớn địa hình là đồi núi mặc dù cũng có một số dài đất nhỏ bằng phẳng. Dãy núi Kwangju và dãy núi Machonryong chạy qua Pyonggang.
Khu vực Pyonggang được gọi là Puyang hyŏn vào thời kỳ Cao Câu Ly, và Kangpyong (강평) dưới thời Tân La. Dưới thời Cao Ly huyện được gọi là Tongju (동주); và có tên như ngày nay từ thời nhà Triều Tiên.
Huyện có một nền nông nghiệp phát triển thuận lợi, đặc biệt là các nông trường trồng lúa gạo. Thêm vào đó, các mỏ tại Pyonggang có các loại khoáng sản như vàng, wolfram, nephelin, zircon, alunit và đất tảo cát.
Pyonggang có cả đường bộ lẫn đường sắt, với tuyến đường sắt Kyongwon và xa lộ Kyongwon đều chạy ngang qua. Ga Pyonggang nằm trên tuyến đường sắt Kangwon.
Năm 2008, dân số toàn huyện là 90.425 người (42.910 nam và 47.515 nữ), trong đó dân số thành thị là 27.560 người (30,5%) và dân số nông thôn là 62.865 người (69,5%).